# National Basketball Association 1952-1953
La stagione della National Basketball Association 1952-1953 fu la 7ª edizione del campionato NBA. La stagione finì con la vittoria dei Minneapolis Lakers, che sconfissero i New York Knicks per 4-1 nelle finali NBA.

## Squadre partecipanti
- Baltimore Bullets
- Boston Celtics
- Ft. Wayne Pistons
- Ind. Olympians
- Milwaukee Hawks

- Minneapolis Lakers
- N.Y. Knicks
- Philad. Warriors
- Rochester Royals
- Syracuse Nationals

## Classifica finale

### Eastern Division
| Squadra               | V  | P  | %    | GB   |
| --------------------- | -- | -- | ---- | ---- |
| New York Knicks       | 47 | 23 | 67,1 | -    |
| Syracuse Nationals    | 47 | 24 | 66,2 | 0,5  |
| Boston Celtics        | 46 | 25 | 64,8 | 1,5  |
| Baltimore Bullets     | 16 | 54 | 22,9 | 31   |
| Philadelphia Warriors | 12 | 57 | 17,4 | 34,5 |

### Western Division
| Squadra                | V  | P  | %    | GB   |
| ---------------------- | -- | -- | ---- | ---- |
| Minneapolis Lakers C   | 48 | 22 | 68,6 | -    |
| Rochester Royals       | 44 | 26 | 62,9 | 4    |
| Fort Wayne Pistons     | 36 | 33 | 52,2 | 11,5 |
| Indianapolis Olympians | 28 | 43 | 39,4 | 20,5 |
| Milwaukee Hawks        | 27 | 44 | 38,0 | 21,5 |

## Vincitore
| Campione NBA 1952-1953         |
| ------------------------------ |
| Minneapolis Lakers (4º titolo) |

## Statistiche
| Categoria | Giocatore     | Gara               | Stat  |
| --------- | ------------- | ------------------ | ----- |
| Punti     | Neil Johnston | Philad. Warriors   | 1.564 |
| Rimbalzi  | George Mikan  | Minneapolis Lakers | 1.007 |
| Assist    | Bob Cousy     | Boston Celtics     | 547   |
| FG%       | Neil Johnston | Philad. Warriors   | 45,2  |
| FT%       | Bill Sharman  | Boston Celtics     | 85,0  |

## Premi NBA
- NBA Rookie of the Year Award: Don Meineke, Fort Wayne Pistons
- All-NBA First Team:
  - George Mikan, Minneapolis Lakers
  - Bob Cousy, Boston Celtics
  - Neil Johnston, Philadelphia Warriors
  - Ed Macauley, Boston Celtics
  - Dolph Schayes, Syracuse Nationals
- All-NBA Second Team:
  - Bill Sharman, Boston Celtics
  - Vern Mikkelsen, Minneapolis Lakers
  - Bobby Wanzer, Rochester Royals
  - Bob Davies, Rochester Royals
  - Andy Phillip, Philadelphia Warriors